# Karel XIV. Janez Švedski
Charles-Jean Baptiste Bernadotte, francoski maršal ter švedski in norveški kralj, * 26. januar 1763, Pau, Francija, † 8. marec 1844, Stockholm, Švedska.
Bil je kralj Švedske (kot Karel XIV. Janez) in Norveške (kot Karel III. Janez) od leta 1818 do svoje smrti ter je služil kot de facto regent in vodja države od leta 1810 do 1818. Ko je postal švedski plemič, je takrat bil tudi suvereni knez Pontecorva v centralno-južni Italiji od leta 1806 do 1810 (naziv je vzpostavil Napoleon 5. junija 1806, vendar je kasneje nehal uporabljati ta naziv).
Rodil se kot Jean Bernadotte in je nato pridobil polno ime Jean Baptiste Jules Bernadotte. Maršal Bernadotte se je bojeval pod poveljstvom Napoleona I., dokler ga ni leta 1810 švedska skupščina izvolila za prestolonaslednika; takrat je prestopil v nasproten tabor in se začel boriti proti Napoleonu. Leta 1818 je postal kralj Švedske in Norveške in prevzel ime Karel XIV. Janez. Do svoje smrti leta 1844 je vladal na Švedskem in Norveškem. Je začetnik današnje švedske kraljeve dinastije Bernadotte.

## Zgodnje življenje in družina
Bernadotte se je rodil v Pau, Franciji kot sin Pauskega tožilca Jeana Henrija Bernadotta (14. oktober 1711, Pau, Béarn –, 31. marec 1780, Pau) in njegove žene (poročena 20. februarja 1754 v Boeilu) Jeanne de Saint-Vincent (1. april 1728, Pau – 8. januar 1809, Pau), ki je bila nečakinja Sireiškega opata. Družinsko ime je bilo originalno du Poey (ali de Pouey), vendar se je na začetku 17. stoletju spremenilo v priimek prednikov, Bernadotte. Njegov brat Jean Bernadotte (1754, Pau – 8- avgust 1813, Pau) je sčasoma postal 1. baron Bernadotte (leta 1810) in se je poročil z Marie Anne Charlotte Saint-Pau. Bernadotte je kasneje svojemu prvemu dodal ime Jules v duhu Francoske revolucije od Julija Cezarja.

## Vojaška kariera
Bernadotte se je pridružil vojski 3. septembra 1780 v Régiment de Royal-Marine (polk kraljevskih marincev) in na začetku služil v novo osvojenem teritoriju Korzike. Dolgo časa je bil stacioniran v Collioure v južni Franciji in po osmih letih je postal narednik. Po izbruhu francoske revolucije je zaradi svojih uglednih vojaških kvalitet hitro napredoval. Leta 1792 je bil povišan v polkovnika in leta 1794 je bil kot brigadir dodeljen vojski Sambre-et-Meuse. Po zmagi Jourdanove bitke pri Fleurusu (26. junija 1794) je postal general divizije. V bitki pri Theiningnu (1796) je Bernadotte prispeval več kot kdor koli drug zaradi uspešnega umika francoske vojske čez Ren po porazu nadvojvoda Karla Avstrijskega. Iz Rena je leta 1797 pripeljal okrepitve Napoleonovi vojski v Italiji, sam se je močno razlikoval na prehodu Tilmenta in leta 1798 je služboval kot veleposlanik na Dunaju, vendar je moral nehati delati zaradi nemirov, ki jih je povzročilo njegovo dviganje francosko zastavo nad veleposlaništvom.
Od 2. julija do 14. septembra je bil minister za vojno in v tej vlogi je pokazal veliko sposobnost. Novembra 1799 je Napoleonu Bonaparteju zavrnil pomoč v fazi njegovega državnega udara, vendar je kljub temu sprejel zaposlitev od konzulata in od aprila 1800 do 18. avgusta 1801 je poveljeval vojski v Vendéeju.
Ob uvedbi francoskega cesarstva je Bernadotte postal eden od osemnajstih maršalov cesarstva in od junija 1804 do septembra 1805, je služil kot guverner v nedavno zasedenemu Hannovru. Med bojem leta 1805 je Bernadotte z armadnim oddelkom iz Hannovra sodeloval v velikem gibanju, ki se je zaključilo z ustavitvijo Macka v Ulmu. Kot za nagrado za svojo pomoč v Austerlitzu (2. decembra 1805) je postal 1. suvereni princ Ponte Corva (5. junija 1806), vendar pa ga je med bojem proti Prusiji v istem letu močno očital Napoleon za neudeležbo z njegovimi vojnimi oddelki v bitkah pri Jeni in Auerstädtu, čeprav je bil na dosegu roke.
Leta 1808 je bil kot guverner Hanzeátskih mest usmerjen na ekspedicijo proti Švedski preko danskih otokov, vendar se je načrt končal zaradi pomanjkanja transportov in bega španskega kontingenta. V vojni proti Avstriji je Karel vodil Saški kontingent v bitki pri Wagramu (6. julija 1809) in na ta dogodek je na lastno pobudo sklenil zmago pripisati predvsem zaradi hrabrosti svojih Sasov, kar je Napoleon zanikal. Bilo je v sredini te bitke, ko je bilo maršal Bernadotte odvzet njegov ukaz po umiku, kar je bilo v nasprotju z naročili Napoleonova. Napoleon je enkrat komentiral po bitki, da "Bernadotte pri nič ne okleva." Na Sveti Heleni je tudi dejal, da "lahko ga obtožujem nehvaležnost, vendar ne izdajstva".

## Ponudba švedskega prestola
Bernadotte se je precej užaljeno vrnil v Pariz, kjer mu je Svet ministrov zaupalo obrambo Nizozemske proti britanski ekspediciji v Walcheren. Leta 1810 je bil na tem, da začne svoje novo delovno mesto kot guverner Rima, ko je bil nepričakovano izvoljen domnevnega dediča kralja Karla XIII. Švedskega. Problem naslednika Karla je bila akutna skoraj od trenutka, ko se je leto prej povzpel na prestol, kar je bilo videti, da bi švedska podružnica hiše Holstein-Gottorp umrla z njim. Bil je star 61 let, v slabem zdravju in tudi brez otrok; kraljica Šarlota mu je rodila dva otroka, ki sta umrla v otroštvu, in ni bilo možnosti, da bi rodila še kakšnega drugega otroka. Kralj je sprejela danskega princa Karla Avgusta za svojega sina kmalu po kronanju, vendar je slednji umrl le nekaj mesecev po svojem prihodu.
Karel je bil izvoljen deloma zato, ker je bil velik del švedske vojske zaradi prihodnjih zapletov z Rusijo v prid izvolitvi vojaka, in deloma zato, ker je bil tudi osebno priljubljen zaradi prijaznosti do švedskih zapornikov v nedavni vojni z Dansko. Eden od švedskih dvorjanov, baron Karel Oto Mörner, je na povsem lastno pobudo ponudil nasledstvo švedske krone Karlu. Bernadotte je sporočil Mörnerjevo ponudbu Napoleonu, ki je obravnaval celotno afero kot absurd. Cesar ni podprl Bernadotta, vendar mu tudi ni nasprotoval, in tako je Bernadotte obvestil Mörnerja, da on ne bi zavrnil časti, če bi bil izvoljen. Čeprav ga je švedska vlada, ki je bila osupla nad Mörnerjevo predrznostjo, takoj aretirala ob njegovi vrnitvi na Švedsko, je kandidatura Bernadotte postopoma postala priljubljena in 21. avgusta 1810 v Örebru so ga državni stanovi izvolili za novega prestolonaslednika,, in pozneje ga je kralj imenoval za generalissimusa švedskih oboroženih sil. En mesec kasneje, 26. septembra 1810, se je odpovedal nazivu princa Ponte Corva.

## Prestolonaslednik in regent
2. novembra je Bernadotte naredil svoj slovesen vstop v Stockholm in 5. novembra je prejel poklon od deželnih stanov in kralj Karel XIII. ga je posvojil pod imenom "Karel Janez". Hkrati se je spreobrnil iz rimsko katolištva v luteranstvo švedskega dvora. Podeljene so mu bile mnoge odlike, kot na primer častnega člana Kraljeve švedske akademije znanosti 21. novembra 1810.
Novi kronski princ je bil kmalu najbolj popularni in najmočnejši moški na Švedskem. Šibkost starega kralja in nestrinjanje v Svetu Švedske je postavilo vlado, predvsem pa nadzor nad zunanjo politiko, v celoti v njegove roke. Glavna tema njegove celotne politike je bil prevzem Norveške in Bernadotte se je izkazal za vse, razen za lutko Francije.
Leta 1813 je zavezal Švedsko s sovražniki Napoleona, tudi z Veliko Britanijo in Prusijo v Šesto koalicijo v želji, da bi zavaroval Norveško. Po porazih pri Lütznu (2. maja 1813) in Bautznu (21. maja 1813) je bil švedski kronski princ tisti, ki je dal novi borbeni duh v zaveznike in na konferenci v Trachenbergu je sestavil splošni načrt za boj, ki se je začel po izteku premirju Pläswitza.
Karel Janez je kot vrhovni poveljnik severne vojske uspešno branil pristope k Berlinu in je zmagal v boju proti Oudinotu v avgustu in proti Neyu septembra v bojih pri Großbeerenu in Dennewitzu, ampak je po bitki pri Leipzigu šel po svoji poti na Dansko, da bi jo ohromil in zavaroval Norveško, in v razmeroma hitri akciji je premagal Dance. Njegova prizadevanja so privedla do ugodnega Kielskega sporazuma, ki je dal Norveško pod švedski nadzor.
Kakor koli pa Norvežani niso hoteli sprejeti švedske oblasti. Razglasili so neodvisnost, sprejeli liberalno ustavo in izvolili danskega kronskega princa Kristjana Friderika na prestol. Posledično vojno je hitro zmagala Švedska pod vodstvom Karla Janeza. Karel Janez bi lahko imenovali svoje pogoje na Norveškem, vendar je zaradi ključnih koncesij sprejel norveško ustavo. To je Norveški utrlo pot vnesti osebne zveze s Švedsko kasneje istega leta.

## Kralj Švedske in Norveške
Kot kralj zveze je Karel XIV. Janez Švedski in Karel III. Janez Norveški nasledil ta naslov po smrti Karla XIII. & II., ki je bil sprva popularen v obeh državah. Nikoli se ni naučil švedščine in norveščine, vendar je to bila manjša ovira, saj je bila francoščina mednarodni jezik kot tudi tradicionalni jezik diplomacije in jo je govorila švedska aristokracija.
Med njegovim vladanjem se je dokončno zgradil južni kanal Göta, ki se je začel graditi 22 let prej, ki povezuje jezero Vänern z morjem ob Söderköpingu 180 milj vzhodno. V mladosti so bili njegovi pogledi radikalni, vendar so čez leta postajali vse bolj desni in ko se je povzpel na prestol je bil ultra-konzervativen. Njegove avtokratske metode, še posebej njegova cenzura tiska, so bile zelo nepriljubljene, zlasti po letu 1823. Vendar pa se njegova dinastija nikoli ni soočila z resno nevarnostjo, saj so tako Švedi kot tudi Norvežani bili ponosni na monarha z dobrim evropskim slovesom.
Na Norveškem se je tudi soočil z izzivi. Norveška ustava je dala norveškemu parlamentu (imenovanemu Storting) več moči kot katerikoli zakonodajalec v Evropi. Medtem ko je imel Karel Janez moč absolutnega veta na Švedskem, takega na Norveškem ni imel. Zahteval je, da mu norveški parlament da moč absolutnega veta, vendar tega ni mogel doseči.
Nasprotovanje njegove vladavine je doseglo vrhunec v 1830-ih, ki se je zaključila z zahtevo za njegov odstop s prestola. Kar Janez je preživel abdikacijsko kontroverznost in je praznoval svoj srebrni jubilej, ki ga je praznoval z velikim navdušenjem 18. februarja 1843. Vladal je kot kralj Švedske in Norveške od 5. februarja 1818 do svoje smrti leta 1844.

## Smrt
26. januarja 1844, na njegov 81. rojstni dan, je bil Karel Janez najden nezavesten v svoji spalnici, ko ga je zadela kap. Četudi je postal zavesten, si ni nikoli opomogel in je umrl 8. marca. Njegovi posmrtni ostanki so bili odneseni v Riddarholmsko cerkev v Stockholmu po državnem pogrebu.

## Družina
V Sceauxu se je 16. avgusta 1798 poročil z Bernardine Eugénie Désirée Clary, hčerko marseillskega trgovca svile in sestro Julie Clary, ki je bila žena Josepha Bonaparteja. Désirée je bila nekoč zaročena z Napoleonom. Z Désirée je imel enega sina Oskarja.

## Nazivi in grbi

### Nazivi
- 18. maj 1804 - 26. september 1810: Jean Baptiste Jules Bernadotte, maršal Francije
- 5. junij 1806 - 26. September 1810: Jean Baptiste Jules, suvereni princ Pontecorški
- 26. september 1810 - 5. november 1810: Njegova kraljeva visokost princ Johan Baptist Julius de Pontecorvo, princ Švedske[17]
- 5. november 1810[10] - 4. november 1814: Njegova kraljeva visokost Karel Janez, kronski princ Švedske
- 4. november 1814[10] - 5. februar 1818: Njegova kraljeva visokost Karel Janez, kronski princ Švedske in Norveške
- 5. februar 1818 - 8. marec 1844: Njegovo veličanstvo kralj Švedske in Norveške

### Grbi
| Princ Pontecorvski | Grb kronskega princa Karla Janeza glede na grbe vitezov Reda Serafima | Grb kralja Karla XIV. Janeza Švedskega in Norveškega | Monogram za kralja Karla XIV. Janeza Švedskega in Norveškega, ki je bil uporabljen na kovancu |

## Predniki
|  |                                           |  |  |  |  |  |  |  |  |  |  |  |  |  |  |  |
|  | 8. Jean Bernadotte                        |  |  |  |  |  |  |  |  |  |  |  |  |  |  |  |
|  |                                           |  |  |  |  |  |  |  |  |  |  |  |  |  |  |  |
|  |                                           |  |  |  |  |  |  |  |  |  |  |  |  |  |  |  |
|  | 4. Jean Bernadotte                        |  |  |  |  |  |  |  |  |  |  |  |  |  |  |  |
|  |                                           |  |  |  |  |  |  |  |  |  |  |  |  |  |  |  |
|  |                                           |  |  |  |  |  |  |  |  |  |  |  |  |  |  |  |
|  | 9. Marie de La Barrère dite Bertrandot    |  |  |  |  |  |  |  |  |  |  |  |  |  |  |  |
|  |                                           |  |  |  |  |  |  |  |  |  |  |  |  |  |  |  |
|  |                                           |  |  |  |  |  |  |  |  |  |  |  |  |  |  |  |
|  | 2. Jean Henri Bernadotte                  |  |  |  |  |  |  |  |  |  |  |  |  |  |  |  |
|  |                                           |  |  |  |  |  |  |  |  |  |  |  |  |  |  |  |
|  |                                           |  |  |  |  |  |  |  |  |  |  |  |  |  |  |  |
|  | 10. Jacques du Pucheu dit de Laplace      |  |  |  |  |  |  |  |  |  |  |  |  |  |  |  |
|  |                                           |  |  |  |  |  |  |  |  |  |  |  |  |  |  |  |
|  |                                           |  |  |  |  |  |  |  |  |  |  |  |  |  |  |  |
|  | 5. Marie du Pucheu dite de La Place       |  |  |  |  |  |  |  |  |  |  |  |  |  |  |  |
|  |                                           |  |  |  |  |  |  |  |  |  |  |  |  |  |  |  |
|  |                                           |  |  |  |  |  |  |  |  |  |  |  |  |  |  |  |
|  | 11. Françoise de Labasseur                |  |  |  |  |  |  |  |  |  |  |  |  |  |  |  |
|  |                                           |  |  |  |  |  |  |  |  |  |  |  |  |  |  |  |
|  |                                           |  |  |  |  |  |  |  |  |  |  |  |  |  |  |  |
|  | 1. Karel XIV. Janez Švedski               |  |  |  |  |  |  |  |  |  |  |  |  |  |  |  |
|  |                                           |  |  |  |  |  |  |  |  |  |  |  |  |  |  |  |
|  |                                           |  |  |  |  |  |  |  |  |  |  |  |  |  |  |  |
|  | 6. Jean de Saint Vincent                  |  |  |  |  |  |  |  |  |  |  |  |  |  |  |  |
|  |                                           |  |  |  |  |  |  |  |  |  |  |  |  |  |  |  |
|  |                                           |  |  |  |  |  |  |  |  |  |  |  |  |  |  |  |
|  | 3. Jeanne de Saint Vincent                |  |  |  |  |  |  |  |  |  |  |  |  |  |  |  |
|  |                                           |  |  |  |  |  |  |  |  |  |  |  |  |  |  |  |
|  |                                           |  |  |  |  |  |  |  |  |  |  |  |  |  |  |  |
|  | 14. Doumengé Habas d'Arrens               |  |  |  |  |  |  |  |  |  |  |  |  |  |  |  |
|  |                                           |  |  |  |  |  |  |  |  |  |  |  |  |  |  |  |
|  |                                           |  |  |  |  |  |  |  |  |  |  |  |  |  |  |  |
|  | 7. Marie d'Abbadie de Sireix              |  |  |  |  |  |  |  |  |  |  |  |  |  |  |  |
|  |                                           |  |  |  |  |  |  |  |  |  |  |  |  |  |  |  |
|  |                                           |  |  |  |  |  |  |  |  |  |  |  |  |  |  |  |
|  | 15. Marie d'Abbadie, Lay Abbess of Sireix |  |  |  |  |  |  |  |  |  |  |  |  |  |  |  |
|  |                                           |  |  |  |  |  |  |  |  |  |  |  |  |  |  |  |
|  |                                           |  |  |  |  |  |  |  |  |  |  |  |  |  |  |  |